# All of My Heart
All of My Heart – czwarty singel brytyjskiego zespołu ABC z ich debiutanckiej płyty The Lexicon of Love. Został wydany w sierpniu 1982 roku. Na stronie B singla znalazło się Overture, orkiestrowy medley, składający się z instrumentalnych wersji utworów z płyty.
Singel został umieszczony na liście The Pitchfork 500 w 2008 roku.

## Lista utworów
1. All of My Heart – 5:12
2. Overture – 3:56